# Ponte Estaiada João Isidoro França

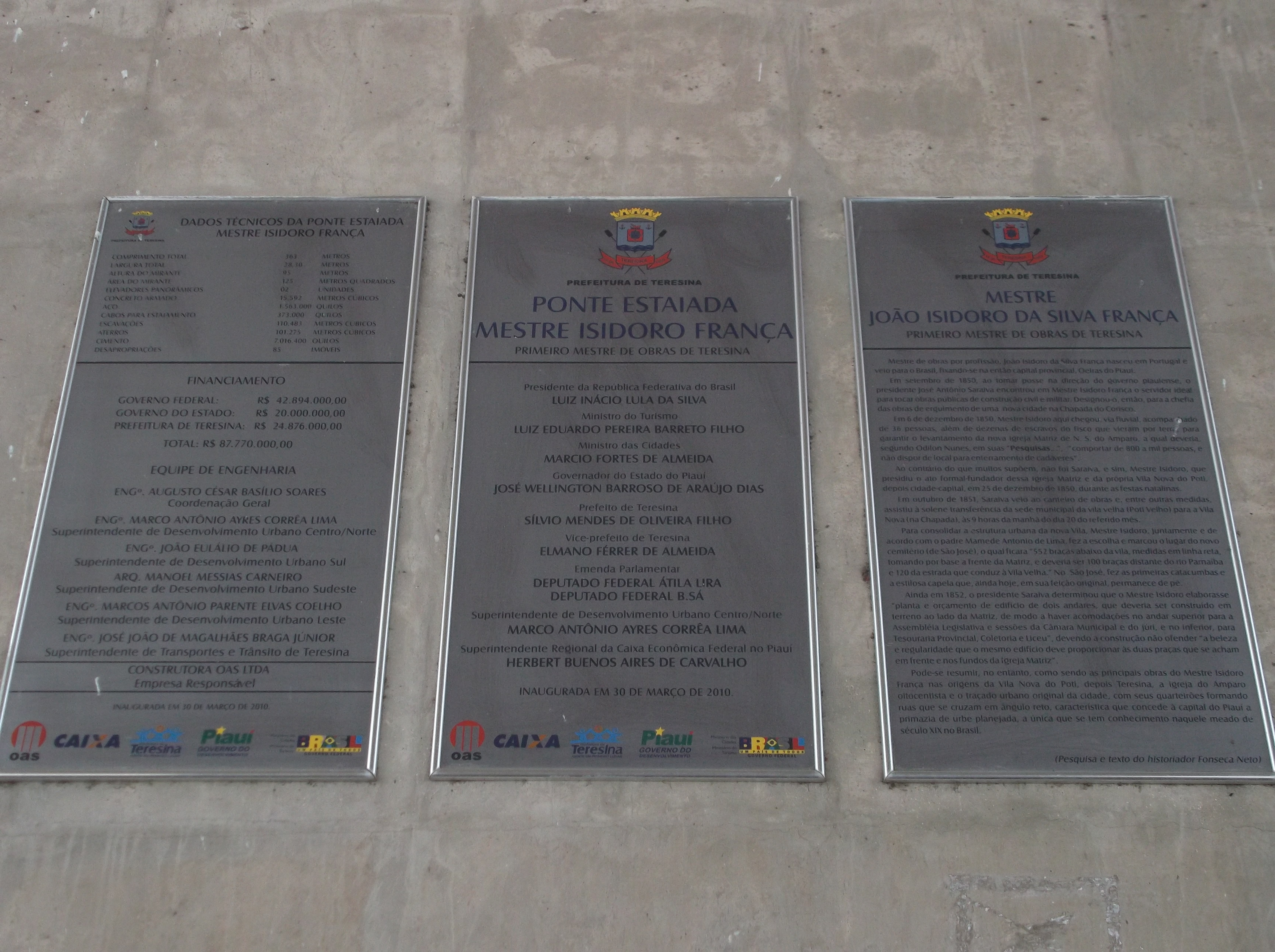
Placas com a relação de governança na época da inauguração.

A Ponte Estaiada do Sesquicentenário Mestre João Isidoro França foi projetada para as comemorações dos 150 anos de Teresina, no estado brasileiro do Piauí. Inaugurada em março de 2010, é um dos mais importantes pontos turísticos da capital piauiense.
Sobre o Rio Poti, a ponte facilita o deslocamento entre as regiões central e leste da cidade.

## Características
Trata-se de ponte feita em concreto armado, em tecnologia estaiada, com extensão de 363 metros, distribuída em seis vãos, dos quais três construídos pelo processo de balanço sucessivo e três em processo convencional e com 35 estaios. A plataforma de rolamento possui três faixas de tráfego de 3,10 metros e passeio para pedestre de 2,15 metros. Possui mastro único para estaiamento, que abriga, em seu topo, um mirante a quase 100m de altura, em estrutura metálica, acessível por elevadores e escada de emergência.
A Iluminação da ponte fica a cargo da Eletrobrás sob administração da prefeitura,e conta com um sistema rotativo que muda de cor a cada 15 minutos,são 16 tipos de cores diferentes.
Um das grandes preocupações do projeto foi a não agressão ao meio ambiente. Desta forma, diferentemente de outras pontes, não possui colunas de concreto dentro do rio. A execução das obras do sistema viário e ponte estaiada sobre o Rio Poti permitiu a interligação entre as avenidas Dom Severino Alameda Parnaíba.

## Homenagem
A Ponte Estaiada Mestre João Isidoro França recebe este nome em homenagem ao primeiro mestre de obras de Teresina, João Isidoro França, em 1848, foi fundamental para a criação da Vila Nova do Poti (primeiro nome de Teresina)

## Justificativa do projeto
Crescimento de Teresina, com registro de frota de veículos em 157 000 veículos/dia, população estimada em 985 477 habitantes. A zona centro tem uma população de 234 137 habitantes, concentra 87 escolas públicas, oito centros de saúde, nove complexos esportivos, 49 praças. Sua principal via de escoamento de tráfego é a Avenida Frei Serafim.
A interligação das zonas centro/norte a zona leste, atualmente congestionada, tem se constituído num fator limitante ao deslocamento da população demandante de tráfego entre as duas zonas, sobretudo nos horários de pico, irá reduzir consideravelmente os níveis de congestionamentos das outras pontes, que ao longo dos últimos anos vem sofrendo um forte crescimento, oferecendo rotas alternativas as quais acarretarão uma sensível redução nos acidentes de trânsito.

## Construção

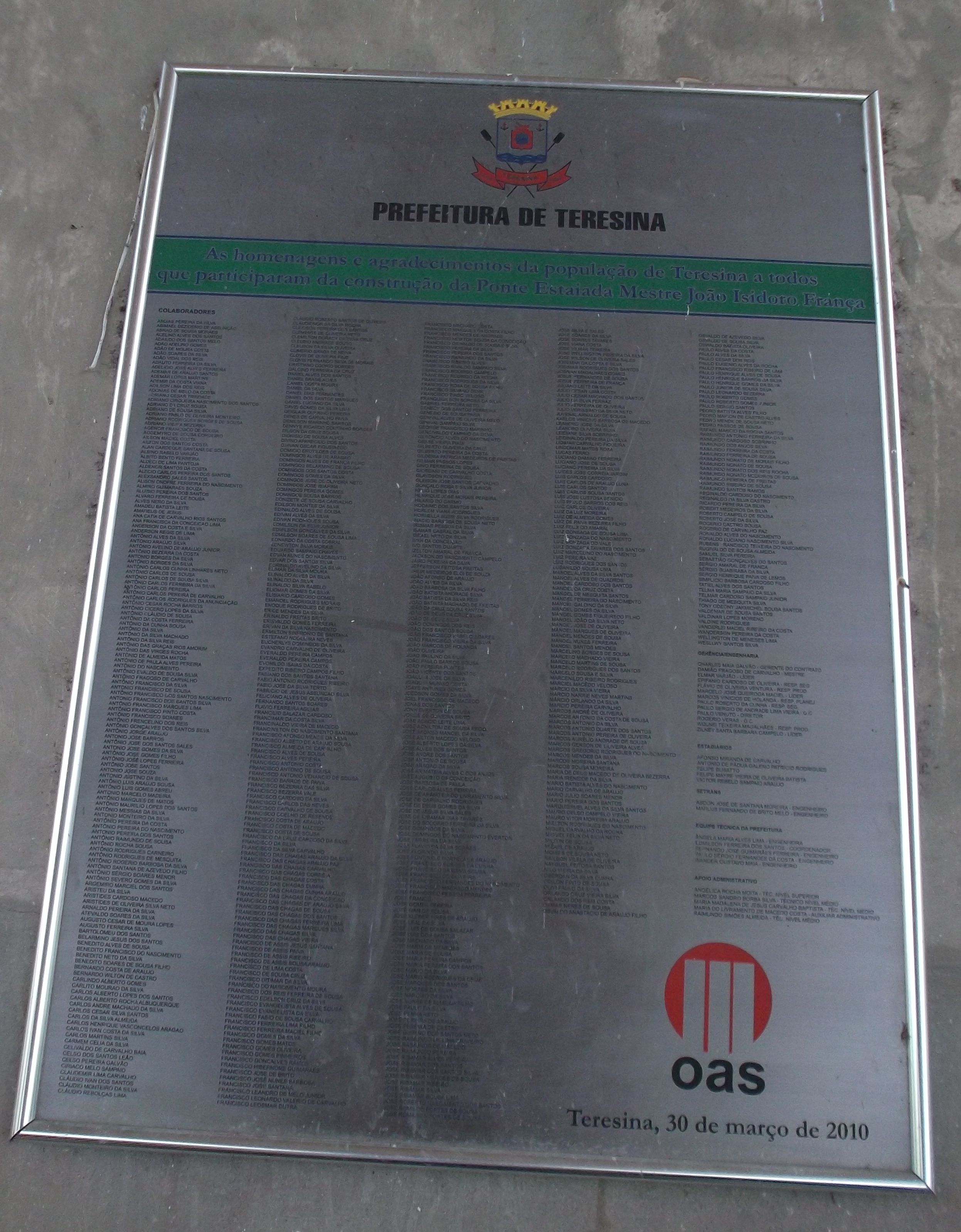
Placa com a relação das pessoas que trabalharam na construção.

A ponte foi construída na gestão do presidente Luiz Inácio Lula da Silva, através de um acordo feito entre União, Estado e Município, com o início das obras em 2008.
Uma das polêmicas da construção da ponte foi a necessidade de remoção de algumas casas nas suas proximidades, o que acabou acontecendo para dar um melhor acesso. A Caixa Econômica Federal foi responsável pela avaliação das casas. A obra foi alvo de muitas instituições como TCU,TC-PI e CREA.
Em fevereiro de 2010, ocorreu uma paralisação em virtude de reivindicação de reajuste salarial por parte dos operários, gerando paralisação das obras por dezesseis dias. Logo após uma reunião entre o prefeito da cidade, o deputado estadual Cícero Magalhães (PT) e representantes dos trabalhadores, dentre eles Raimundo Ibiapina, presidente do Sindicado dos Trabalhadores na Construção Civil (Sitricon) e o diretor da OAS,a obra pode seguir em andamento.

### Mirante
O Mirante fica no topo do único mastro central onde os estaios são sustentados. O equipamento, com cerca de 300m quadrados e capacidade de 100 pessoas, foi projetado para receber turistas. Um mezanino foi construído nos moldes do que fica no mirante da Torre Eiffel que permite uma visão de 360° da cidade. O acesso é pelo lado leste da ponte pela avenida Raul Lopes e através de dois elevadores panorâmicos que possuem capacidade para dez pessoas, sendo que a altura é equivalente a um prédio de 32 andares. O mirante é montado com peças de metal e aço e revertido com cortina de vidro, totalmente climatizado.
O mirante demorou a ser entregue aos visitantes, mesmo com ponte já inaugurada, a demora nos testes dos elevadores e no acesso foi apontada como uma das causas. O mirante foi inaugurado no dia 28 de fevereiro de 2011, quase um ano depois da inauguração da ponte. A prefeitura diz que inicialmente, o mirante só será aberto à visitação nos dias de segunda à sexta-feira, das 10 às 18 horas e será cobrada uma taxa de 3 reais. A capacidade será de até 80 pessoas e o tempo máximo da visita é de 20 minutos. Em 2016, as visitas passaram a ser de terça a sexta das 11h às 19h e sábado, domingo e feriado das 10h às 18h e a duração de 10min.

## Investimento
O valor obra é de R$ 74 milhões, sendo R$ 43 milhões oriundos da União, R$ 20 milhões do Governo do Estado e R$ 11 milhões da Prefeitura de Teresina, por meio dos Ministério dos Transportes e Ministério do Turismo. É fruto de uma parceria entre União, Estado e Município, tendo a Construtora OAS como responsável pela execução da obra.